# Jean Schlumberger
Jean Schlumberger (* 26. květen 1877, Guebwiller, Alsasko; † 25. říjen 1968 Paříž) byl francouzský spisovatel, publicista a novinář, jeden ze zakladatelů francouzské literární moderny.

## Život
V roce 1909 spolu s André Gidem a dalšími představiteli francouzské literární moderny založil časopis Nouvelle Revue Française. V roce 1914 narukoval do války. V roce 1926 spolu s Emilem Mayrischem založil francouzsko-německý studijní spolek. Po druhé světové válce pracoval pro časopis Allemagne d'aujourd'hui. V Paříži Schlumberger po válečných zkušenostech opustil náboženský protestantismus a prosazoval agnosticismus a existencialismus. Jeho literární postavy svádějí neustálý boj mezi instinktem a svědomím, dobrem a zlem. Prosazoval nutnost odhalování pravdy a nemilosrdné pravdomluvnosti oproti ohleduplnosti a shovívavosti.
Byl také editorem a nakladatelem, členem Francouzské akademie umění, prezidentem francouzského PEN klubu a organizátorem francouzsko-německých kulturních styků.

## Dílo (výběr)
- Neklidné otcovství
- Setkání po padesáti letech
- Svatý Saturnin